# Scotton (Richmondshire)
Pour les articles homonymes, voir Scotton.
Scotton est un village, une paroisse civile et une circonscription électorale du comté de Richmond dans le Yorkshire du Nord, en Angleterre. La paroisse civile comprend le centre et le sud de la garnison de Catterick. Le village se trouve au sud de la paroisse civile et constitue en réalité une banlieue de la garnison de Catterick. Le village de Scotton est situé à 3 1/4 miles au sud-ouest du village de Catterick.

## Histoire
Dans les années 1870, le Répertoire géographique impérial d'Angleterre et du Pays de Galles de John Marius Wilson décrivait Scotton de la manière suivante:
SCOTTON, un canton des paroisses Catterick et Patrick-Brompton, NR Yorkshire; 3 milles au SSE de Richmond. Acres, 1 500. Biens immobiliers, 1 203 £. Pop, 111. Maisons, 23. Le manoir appartient à Lord Wenlock.
Le canton est devenu une paroisse civile distincte en 1866. Scotton est désormais classé dans la catégorie «petite ville entourée de campagnes habitées» par l'Office national des statistiques. Depuis l'ouverture de la caserne militaire à Catterick, le nombre de logements à Scotton a augmenté pour accueillir les familles et les personnes à la charge du personnel de l'armée basé dans la ville voisine.Les types d'habitations typiques à Scotton sont les maisons jumelées et des maisons mitoyennes. En 2013, le prix moyen d'une maison jumelée était de 214 333 £.

## Gouvernance
Scotton est l’un des 53 conseils de paroisse et de ville du Richmondshire. Le conseil de paroisse est le gouvernement local du comté de Richmond situé au plus près des habitants de Scotton. Il gère les équipements locaux à Scotton et surveille les problèmes locaux ; leur opinion est pris en compte par les autorités supérieures sur des questions qui les concernent, telles que la planification locale.

## Transport
Scotton se trouve à quatre milles au sud de la ville de Richmond. La gare la plus proche est la gare de Northallerton, située à 18 km de Scotton. De plus, 13 lignes de bus desservent Scotton.

## Démographie
Selon les recensements, entre 1881 et 1951, la population de Scotton est passée de 116 à 7 655 personnes. En 1911, la population totale était de 97 personnes et en 1921, elle était de 558 personnes. Cet afflux important de population est probablement dû à l'ouverture de la caserne de l'armée de la garnison de Catterick au début de la Première Guerre mondiale en 1914, lors de sa fondation par Lord Baden Powell. Pendant la Seconde Guerre mondiale, la garnison de Catterick comptait plus de 40 000 militaires et 13 000 en 2012; ainsi, les personnes à la charge de ces effectifs vivant à Scotton auraient entraîné cette augmentation de la population. Selon le recensement de 2011, le village comptait 4 810 habitants. En 1951, la population de Scotton s'élevait à 7 655 habitants. Elle a donc diminué depuis en raison du déclin de l'activité militaire dans la garnison voisine de Catterick. Avant le développement de la garnison de Catterick, Scotton était une zone rurale. Scotton Hall, son parc, Scotton Lodge et Scotton Cottage sont maintenant entourés de casernes militaires.

### Économie
Lors du recensement de l'Angleterre et du Pays de Galles de 1881, il a été enregistré que 26 personnes travaillaient dans l'agriculture à Scotton, dont 24 hommes. 4 femmes ont été recensées comme réalisant un travail domestiques ou administratif et les quelques hommes restants ont été recensées comme travaillant dans l'alimentaire, l'hôteliere, la garde des animaux, etc. Un élément supplémentaire suggérant que l'environnement agricole du village est à l’origine des noms de localisation. Le nom "Scotton" provient d'une "ferme ou colonie écossaise"; avec 'Scott' signifiant un Écossais et 'tun' étant le vieil anglais pour un enclos ou une ferme.
Il y a eu un net changement dans les activités du village à partir de 1881. Selon le recensement de 2011, 14 personnes travaillaient dans l'agriculture. Le nombre de personnes travaillant dans l'agriculture a diminué depuis 1881, malgré une augmentation de la population. Le principal secteur d'emploi en 2011 était celui de «l'administration publique et de la défense; Sécurité sociale obligatoire ». 2 165 personnestravaillaient dans les domaines de «l'administration publique et de la défense» en 2011. Ce nombre élevé est probablement dû à la proximité de Scotton avec la garnison de Catterick, une grande majorité de la population y travaillant dans le secteur de la défense nationale.

## Communauté et culture

### Éducation
Il n'y a pas d'école dans le village de Scotton même, les écoles les plus proches sont à Catterick. L'école primaire communautaire Wavell, l'école primaire communautaire Le Cateau, le collège Risedale et l'école primaire Hipswell C of E sont toutes situées à Catterick, à proximité de Scotton.

### Équipements
Une petite nombre de commodités sont situées dans le village de Scotton, notamment Scotton Auto Services, la pépinière Dales et le parc Scotton, situé sur Scotton Road. Il n’ya pas de bureau de poste à Scotton Village; le plus proche est situé dans la ville de la garnison de Catterick. Dans l'ensemble, les magasins sont peu nombreux dans le village. Catterick est la ville la plus proche pour accéder à des services tels que les supermarchés et autres installations.

## Religion
Scotton se situe dans la paroisse ecclésiastique de Hipswell et est desservie par l'église St Jean l'Evangéliste, Hipswell Road, à Hipswell. L'église actuelle a été construite en 1811, mais auparavant, il y avait une chapelle à proximité de Hipswell Hall, qui remontait aux années 1200 ou 1300. La chapelle est devenue une paroisse en 1664, quand une congrégation a été formée dans les environs. Les églises voisines incluent Sainte Jeanne d'Arc et Sainte Anne, toutes deux situées à Catterick. Il existe des traces d'une église Sainte-Anne datant du VIIe siècle et d'autres preuves d'une église saxonne construite sur le site actuel. La porte actuelle remonte à 1150 et il est fait référence à Sainte-Anne dans le Domesday Book.